# De Rijp
De Rijp (52° 33′ N, 4° 51′ L) é uma cidade dos Países Baixos, na província de Holanda do Norte. De Rijp pertence ao município de Alkmaar, e está situada a 10 km, a noroeste de Purmerend.
A área de De Rijp, que também inclui as partes periféricas da cidade, bem como a zona rural circundante, tem uma população estimada em 4020 habitantes.